# Гасиштейнский из Лобковиц, Ян
Ян из Лобковиц (Ян Гасиштейнский из Лобковиц; Jan Hasištejnský z Lobkovic; 1450—1517) — старший брат знаменитого поэта-гуманиста Богуслава из Лобковиц. Дипломат, литератор, меценат. Представитель рода Лобковиц.

## Жизнь
Родился в 1450 в Гасиштейне. Решением короля Йиржи из Подебрад 25 октября 1469 года был назначен гетманом города Кадань и занимал эту должность много лет. Кадань была центром лобковицких владений. Был богемским посланником в Люксембурге в 1477 году и Риме в 1487 году во времена короля Богемии и Венгрии Владислава II Яггелонского. Король посылал его с матримониальной миссией к Марии Бургундской.
Путешествовал в Палестину в 1493 году вместе с Йетржихом из Гутштейна и поваром Блажеком. Написал об этом путешествии книгу Putovani l. P. 1493 do Jerusalema vykonane (первая публикация в 1505 году, повторно издана Челаковским в 1834 году в «Чешской Пчеле»). Этот простодушный рассказ любознательного путешественника — о природе, людях, обычаях народных, городах и памятниках — дает ясное изображение той эпохи.
Поучение Яна Лобковица сыну своему Ярославу (Zprava a naučení synu Jaroslavovi) напечатано в 1796 году под названием «Pravdivy cesky mentor».
В 1481 году управлял францисканским монастырем в Кадане. Вокруг него группировался кружок авторов, писавших на латинском языке.
Умер 8 августа 1517 года и был похоронен в своем монастыре.
Его брат — «чешский Улисс» Богуслав Гасиштейнский из Лобковиц.